# Carlana Mezzalira Pentimalli
Carlana Mezzalira Pentimalli ist ein italienisches Architekturbüro, das 2010 von Michel Carlana, Luca Mezzalira und Curzio Pentimalli in Treviso gegründet wurde.

## Partner
Michel Carlana (* 1980 in Cittadella) studierte bis 2009 Architektur an der Università Iuav di Venezia und lehrte anschließend bis 2016 an der Università Iuav di Venezia bei Alberto Cecchetto. 2014 promovierte er über Villard de Honnecourt Qualität des Designs an der Università Iuav di Venezia. Seit 2022 ist er Dozent an der Università Iuav di Venezia und Professor an der Universität Genua. Er ist Redakteur bei Casabella.
Luca Mezzalira (* 1982 Born in Camposampiero) studierte bis 2008 Architektur an der Università Iuav di Venezia und lehrte von 2009 bis 2015 an der Università Iuav di Venezia bei Roberto Sordina.
Curzio Pentimalli (* 1982 Born in Treviso) studierte bis 2007 Architektur an der Università Iuav di Venezia und lehrte von 2010 bis 2016 an der Università Iuav di Venezia bei Franca Pittaluga.

## Bauwerke
- 2007–2011: Haus, Preganziol
- 2009–2014: Erweiterung einer Metzgerei und Büros, San Martino di Lupari
- 2014–2021: Musikschule Brixen mit Müller-BBM[1][2][3][4][5]
- 2010–2022: Stadtbibliothek Brixen[6][7][8]
- seit 2011: Sportzentrum und Multifunktionshalle, Les Bois mit Riccardo Sanquerin
- seit 2012: Mehrzweckgebäude, Villa del Conte
- seit 2013: Haus Pojan, Povegliano
- seit 2016: Haus, Galliera Veneta

## Auszeichnungen und Preise
- 2013–2014: Forschungsstipendium an der Università Iuav di Venezia für Luca Mezzalira
- 2020: DAM Architectural Book Award für Quirino de Giorgio: An Architect’s Legacy.
- 2021: Best 10 architecture projects der Zeitschrift domus
- 2022: Gold – Best Architects 23 Award für Musikschule Brixen[9]
- 2023: Gold – Best Architects Award für Stadtbibliothek Brixen[10]
- 2023: Architekturpreis Südtirol für Stadtbibliothek Brixen[11][12]

## Bücher
- Michel Carlana und Luca Mezzalira (Hrsg.): Jürg Conzett Gianfranco Bronzini Patrick Gartmann, forme di strutture / forms of structures. Electa Mondadori, Mailand 2011, ISBN 978-88-370-6961-2, mit einem Beiträgen von Andrea Iorio und Francesco Dal Co und einer Konversation mit Peter Zumthor und Jürg Conzett
- als Herausgeber: Beyond Parking, An Architectural Inventory for a Public Archive. Venedig, 2018 mit einem Beitrag von Eugenio Lintas
- als Herausgeber: Quirino de Giorgio: An Architect’s Legacy. Park Books, Zürich 2019, ISBN 978-3-03860-176-0.
- als Herausgeber: Carlana Mezzalira Pentimalli. Luoghi Comuni. Lenz Press, Mailand 2023, ISBN 979-12-80579-39-3.